# Laguna Vitel
La laguna Vitel es un cuerpo de agua perteneciente a la cuenca del río Salado, en la provincia de Buenos Aires, Argentina. Es la primera laguna del sistema de las Encadenadas, recibiendo el aporte de algunos arroyos menores como el Portela y drenando a través del arroyo Vitel en la laguna de Chascomús.
La laguna presenta una importante vegetación acuática con especies como el junco, la totora y el duraznillar lo que favorece la presencia de gran cantidad de aves en su espejo. La pesca deportiva es su actividad predominante.